# B. B. King
Riley Ben King, mais conhecido como B. B. King, (Itta Bena, 16 de setembro de 1925 – Las Vegas, 14 de maio de 2015) foi um guitarrista de blues, compositor e cantor estadunidense. O "B. B." em seu nome significa Blues Boy, seu pseudônimo como moderador na rádio W. Foi considerado, ao lado de Eric Clapton e Jimi Hendrix, um dos melhores guitarristas do mundo pela revista norte-americana Rolling Stone. Ao longo da sua carreira, B.B. King foi distinguido com 15 prémios Grammy, tendo sido o criador de um estilo musical único e que faria dele um dos músicos mais respeitados e influentes de blues, tendo ganho o epíteto de Rei dos Blues.
Era apreciado por seus solos, nos quais, ao contrário de muitos guitarristas, preferia usar poucas notas. Certa vez, B.B. King teria dito: "posso fazer uma nota valer por mil".

## Biografia
Riley Ben King nasceu numa fazenda de algodão em 16 de setembro de 1925 em Itta Bena, perto de Indianola, no Mississippi, Estados Unidos.
Teve uma infância difícil – aos 9 anos, vivia sozinho e colhia algodão para se sustentar. Começou por tocar, a troco de algumas moedas, na esquina da Second Street. Chegou mesmo a tocar em quatro cidades diferentes aos sábados à noite.
No ano de 1947, partia para Memphis, no Tennessee, apenas com sua guitarra e $2,50 dólares. Como pretendia seguir a carreira musical, a cidade de Memphis, onde se cruzavam todos os músicos importantes do sul dos Estados Unidos, sustentava uma vasta competitiva comunidade musical em que todos os estilos musicais negros eram ouvidos.
Nomes como Django Reinhardt, Blind Lemon Jefferson, Lonnie Johnson, Charlie Christian e T-Bone Walker tornaram-se ídolos de B. B. King.
"Num sábado à noite ouvi uma guitarra elétrica que não estava a tocar música gospel negra. Era T-Bone interpretando "Stormy Monday" e foi o som mais belo que alguma vez ouvi na minha vida." recorda B. B. King, "Foi o que realmente me levou a querer tocar blues".
A primeira grande oportunidade da sua carreira surgiu em 1948, quando atuou no programa de rádio de Sonny Boy Williamson, na estação KWEM, de Memphis. Sucederam-se atuações fixas no "Grill" da Sixteenth Avenue e mais tarde um anúncio publicitário de 10 minutos na estação radiofónica WDIA, com uma equipe e direção exclusivamente negra. "King’s Sport", patrocinado por um tônico, tornou-se então tão popular que aumentou o tempo de transmissão e se transformou no "Sepia Swing Club".
King precisou de um nome artístico para a rádio. Ele foi apelidado de "Beale Blues Boy", como referência à música "Beale Street Blues", foi abreviado para "Blues Boy King" e eventualmente para B. B. King. Por mera coincidência, o nome de KING já incluía a simples inicial "B", que não correspondia a qualquer abreviatura.
Pouco depois do seu êxito "Three O'Clock Blues", em 1951, B. B. King começou a fazer turnês nacionais sem parar, atingindo uma média de 275 concertos/ano. Só em 1956 B. B. King e a sua banda fizeram 342 concertos! Dos pequenos cafés, teatros de "gueto", salões de dança, clubes de jazz e de rock, grandes hotéis e recintos para concertos sinfônicos aos mais prestigiados recintos nacionais e internacionais, B. B. King depressa se tornou o mais conceituado músico de blues dos últimos 40 anos, desenvolvendo um dos mais prontamente identificáveis estilos musicais de guitarra, a nível mundial.
O seu estilo foi inspirador para muitos guitarristas de rock. Mike Bloomfield, Albert Collins, Buddy Guy, Freddie King, Jimi Hendrix, Otis Rush, Johnny Winter, Albert King, Eric Clapton, George Harrison e Jeff Beck foram apenas alguns dos que seguiram a sua técnica como modelo. Era considerado o melhor guitarrista do mundo por Hendrix.
Em 1969, B. B. King foi escolhido para a abertura de 18 concertos dos Rolling Stones. Em 1970 fez uma turnê por Uganda, Nigéria e Libéria, com o patrocínio governamental dos Estados Unidos.

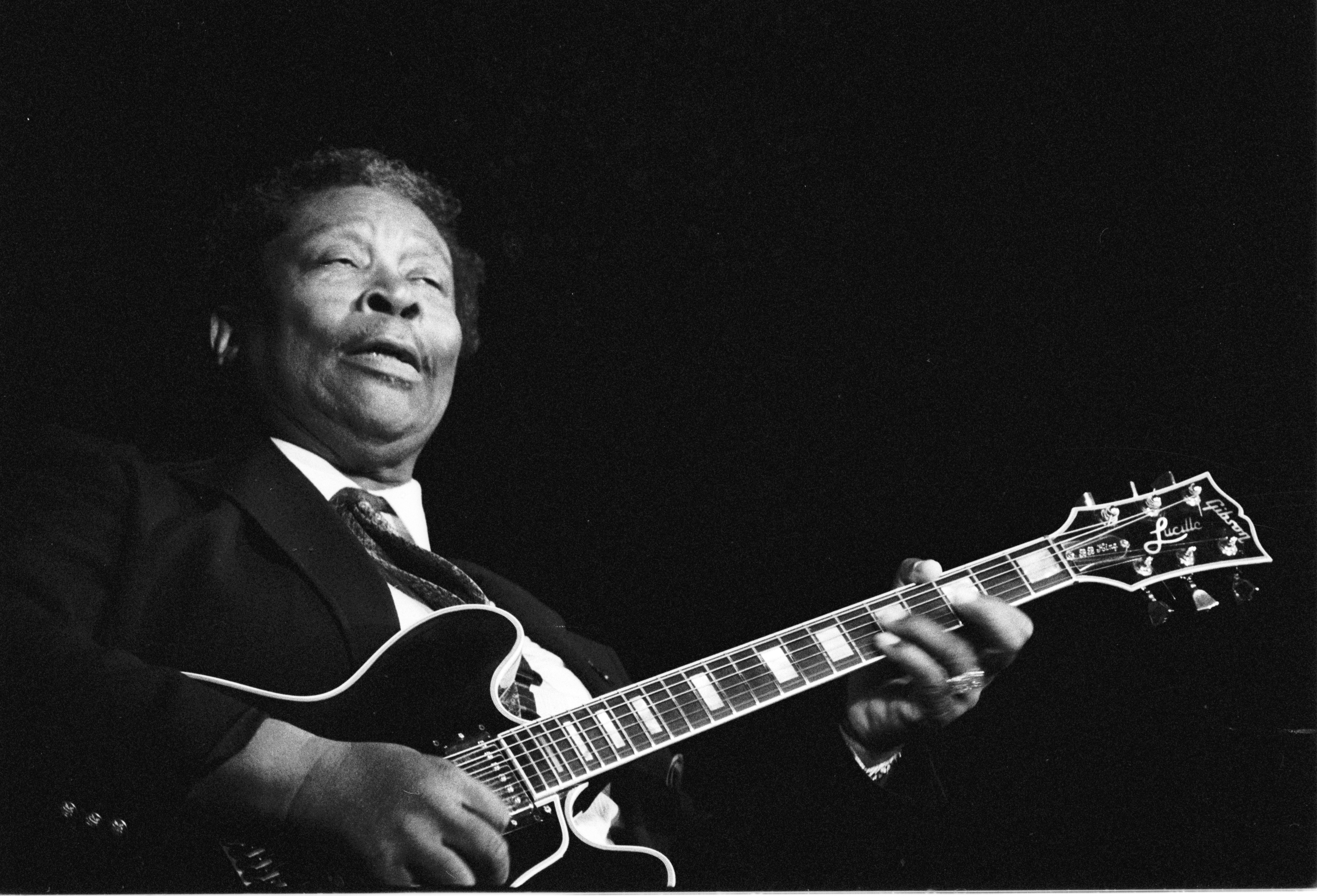
B. B. King (1989).

Começou a participar da maioria dos festivais de Jazz por todo o mundo, incluindo o Newport Jazz Festival e o Kool Jazz Festival New York, e sua presença tornou-se regular no circuito por universidades e colégios.
Em 1989 fez uma turnê de três meses pela Austrália, Nova Zelândia, Japão, França, Alemanha Ocidental, Países Baixos e Irlanda, como convidado especial dos U2, participando igualmente no álbum Rattle and Hum, deste grupo, com o tema "When Love Comes to Town".
Em 26 de julho de 1996, aproveitando ter um concerto agendado para Stuttgart, deslocou-se de propósito de avião até à base aérea de Tuzla, para atuar perante tropas da Suécia, Rússia, Bélgica e Estados Unidos, estacionadas na Bósnia e Herzegovina num esforço conjunto de manutenção da paz. No dia seguinte, voou para a base aérea de Kapsjak, para nova atuação junto de tropas norte-americanas. B. B. King confessa: "Foi emocionante atuar para estes homens e mulheres. Apreciamo-los e queremos que eles saibam que têm o nosso total apoio na sua árdua tarefa de manutenção da paz."
B. B. King terminou 1996 com uma turnê pela América Latina, com concertos no México, Brasil, Chile, Argentina, Uruguai e, pela primeira vez, no Peru e Paraguai. O "Rei dos Blues" totalizou mais de 90 países onde atuou.
Ao longo dos anos foi agraciado com diversos Grammy Awards: melhor desempenho vocal masculino de Rhythm & Blues, em 1970, com "The Thrill is Gone", melhor gravação étnica ou tradicional, em 1981, com "There Must Be a Better World Somewhere", melhor gravação de Blues tradicionais, em 1983, com "Blues'N Jazz" e em 1985 com "My Guitar Sings the Blues". Em 1970, Indianopola Missisipi Seeds concede-lhe o "Grammy" de melhor capa de álbum. A Gibson Guitar Co. nomeou-o "Embaixador das guitarras Gibson no Mundo".

## Guitarras
Uma das imagens de marca de King é chamar as suas guitarras o nome de "Lucille" - uma tradição que vem desde a década de 1950. No inverno de 1949, King se apresentou num salão de dança em Twist, no Arkansas. Com o intuito de aquecer o salão, acendeu-se um barril meio cheio de querosene no centro do salão, prática muito comum na época. Durante a apresentação, dois homens começaram a brigar e entornaram o barril que imediatamente espalhou chamas por todo o lado. Durante a evacuação, já fora do estabelecimento, King apercebeu-se de que tinha deixado a sua guitarra de 30 dólares no edifício em chamas. Voltou a entrar no incêndio para reaver a sua Gibson acústica, escapando por um triz. Duas pessoas morreram no fogo. No dia seguinte, soube que os dois homens tinham começado a briga devido a uma mulher chamada Lucille. A partir dessa altura, passou a designar as suas guitarras por esse nome, para "se lembrar de nunca brigar por uma mulher e nunca mais entrar em um bar em chamas."
King iniciou utilizando uma Fender Telecaster. Passou a utilizar uma Gibson ES-335, modelo que foi substituído pela B. B. King Lucille, um modelo baseado na ES-345. No dia 19 de dezembro de 1997, apresentou Lucille ao Papa João Paulo II em um concerto no Vaticano No dia 5 de novembro de 2000, doou uma cópia autografada de Lucille para o Museu de Música Nacional, Estados Unidos.

## Legado
Foi considerado o 6° melhor guitarrista de todos os tempos pela revista norte-americana Rolling Stone.

## Honras e prêmios
- Em 15 de dezembro de 2006 o Presidente americano George W Bush premiou King com a Medalha Presidencial da Liberdade.
- Em 2004, ele foi premiado como Ph.D honorário da Universidade de Mississippi e o Conservatório Sueco Real lhe premiou com o Prêmio de Música Popular, por suas contribuições significantes para o blues.
- King foi agraciado com a Medalha Nacional de Artes, em 1990, nos Estados Unidos.
- Ganhador de diversos Grammys de 1971 a 2006.

## Morte
No início de abril, B.B. King foi internado no hospital depois de sofrer de desidratação causada pelo diabetes tipo 2, doença com a qual convivia há mais de vinte anos. Estava com uma turnê marcada para 2015, mas teve que desmarcar os shows por causa da doença. Durante uma apresentação em Chicago em outubro, o músico passou mal no palco devido a desidratação e esgotamento. Ainda faltavam oito apresentações para terminar a temporada.
King morreu em 14 de maio de 2015, enquanto dormia, aos 89 anos. O médico do músico, Darin Brimhall, e o legista John Fudenberg declararam que o termo técnico para a causa da morte é demência vascular. Brimhall disse que os AVCs de B.B. King resultaram da redução do fluxo sanguíneo em consequência de diabetes crônica. Também houve a suspeita de que B.B. King tivesse sido envenenado por seu agente. Duas de suas filhas fizeram a acusação, pedindo uma investigação formal. Nada porém ficou comprovado, tendo a autópsia concluído que a morte ficou a dever-se a causas naturais e confirmou que B.B. King sofria de diabetes, da doença de Alzheimer e problemas cardíacos.

## Discografia

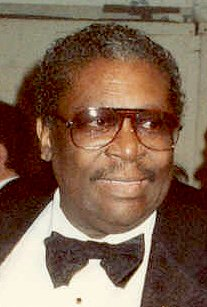
B.B. King em 1990

### Compactos simples
| Ano  | Nome                                                | Tabela musical | Tabela musical | Tabela musical | Tabela musical |
| Ano  | Nome                                                | R&B            | Pop            | Rock           | UK             |
| ---- | --------------------------------------------------- | -------------- | -------------- | -------------- | -------------- |
| 1949 | "Miss Martha King" (Bullet)                         |                |                |                |                |
| 1949 | "Got the Blues"                                     |                |                |                |                |
| 1950 | "Mistreated Woman" (RPM)                            |                |                |                |                |
| 1950 | "The Other Night Blues"                             |                |                |                |                |
| 1950 | "I Am"                                              |                |                |                |                |
| 1950 | "My Baby's Gone"                                    |                |                |                |                |
| 1951 | "B. B. Blues"                                       |                |                |                |                |
| 1951 | "She's a Mean Woman"                                |                |                |                |                |
| 1951 | "Three O'Clock Blues"                               | #1             |                |                |                |
| 1952 | "Fine-Looking Woman"                                |                |                |                |                |
| 1952 | "Shake It Up and Go"                                |                |                |                |                |
| 1952 | "Someday, Somewhere"                                |                |                |                |                |
| 1952 | "You Didn't Want Me"                                |                |                |                |                |
| 1952 | "Story from My Heart and Soul"                      | #9             |                |                |                |
| 1953 | "Woke Up this Morning with a Bellyache"             |                |                |                |                |
| 1953 | "Please Love Me"                                    | #1             |                |                |                |
| 1953 | "Neighborhood Affair"                               |                |                |                |                |
| 1953 | "Why Did You Leave Me"                              |                |                |                |                |
| 1953 | "Praying to the Lord"                               |                |                |                |                |
| 1954 | "Love Me Baby"                                      |                |                |                |                |
| 1954 | "Everything I Do Is Wrong"                          |                |                |                |                |
| 1954 | "When My Heart Beats Like a Hammer"                 | #8             |                |                |                |
| 1954 | "You Upset Me Baby"                                 | #1             |                |                |                |
| 1955 | "Sneaking Around"                                   | #14            |                |                |                |
| 1955 | "Every Day I Have the Blues"                        | #8             |                |                |                |
| 1955 | "Lonely and Blue"                                   |                |                |                |                |
| 1955 | "Shut Your Mouth"                                   |                |                |                |                |
| 1955 | "Talkin' the Blues"                                 |                |                |                |                |
| 1955 | "What Can I Do (Just Sing the Blues)"               |                |                |                |                |
| 1955 | "Ten Long Years"                                    | #9             |                |                |                |
| 1956 | "I'm Cracking Up Over You"                          |                |                |                |                |
| 1956 | "Crying Won't Help You"                             | #15            |                |                |                |
| 1956 | "Did You Ever Love a Woman?"                        |                |                |                |                |
| 1956 | "Dark Is the Night, Pts. I & II"                    |                |                |                |                |
| 1956 | "Sweet Little Angel"                                | #6             |                |                |                |
| 1956 | "Bad Luck"                                          | #3             |                |                |                |
| 1956 | "On My Word of Honor"                               | #3             |                |                |                |
| 1957 | "Early in the Morning"                              |                |                |                |                |
| 1957 | "How Do I Love You"                                 |                |                |                |                |
| 1957 | "I Want to Get Married"                             | #14            |                |                |                |
| 1957 | "Troubles, Troubles, Troubles"                      | #13            |                |                |                |
| 1957 | "(I'm Gonna) Quit My Baby"                          |                |                |                |                |
| 1957 | "Be Careful with a Fool"                            |                | #95            |                |                |
| 1957 | "The Keyblade to My Kingdom"                        |                |                |                |                |
| 1958 | "Why Do Everything Happen to Me" (Kent)             |                |                |                |                |
| 1958 | "Don't Look Now, But You Got the Blues"             |                |                |                |                |
| 1958 | "Please Accept My Love"                             | #9             |                |                |                |
| 1958 | "You've Been an Angel"                              | #16            |                |                |                |
| 1958 | "The Fool"                                          |                |                |                |                |
| 1959 | "A Lonely Lover's Plea"                             |                |                |                |                |
| 1959 | "Time to Say Goodbye"                               |                |                |                |                |
| 1959 | "Sugar Mama"                                        |                |                |                |                |
| 1960 | "Sweet Sixteen, Pt. I"                              | #2             |                |                |                |
| 1960 | "You Done Lost Your Good Thing"                     |                |                |                |                |
| 1960 | "Things Are Not the Same"                           |                |                |                |                |
| 1960 | "Bad Luck Soul"                                     |                |                |                |                |
| 1960 | "Hold That Train"                                   |                |                |                |                |
| 1961 | "Someday Baby"                                      |                |                |                |                |
| 1961 | "Peace of Mind"                                     | #7             |                |                |                |
| 1961 | "Bad Case of Love"                                  |                |                |                |                |
| 1962 | "Lonely"                                            |                |                |                |                |
| 1962 | "I'm Gonna Sit Till You Give In" (ABC)              |                |                |                |                |
| 1962 | "Down Now" (Kent)                                   |                |                |                |                |
| 1963 | "The Road I Travel"                                 |                |                |                |                |
| 1963 | "The Letter"                                        |                |                |                |                |
| 1963 | "Precious Lord"                                     |                |                |                |                |
| 1964 | "How Blue Can You Get" (ABC)                        |                | #97            |                |                |
| 1964 | "You're Gonna Miss Me" (Kent)                       |                |                |                |                |
| 1964 | "Beautician Blues"                                  |                |                |                |                |
| 1964 | "Help the Poor" (ABC)                               |                | #98            |                |                |
| 1964 | "The Worst Thing in My Life" (Kent)                 |                |                |                |                |
| 1964 | "Rock Me Baby"                                      |                | #34            |                |                |
| 1964 | "The Hurt" (ABC)                                    |                |                |                |                |
| 1964 | "Never Trust a Woman"                               |                | #90            |                |                |
| 1964 | "Please Send Me Someone to Love"                    |                |                |                |                |
| 1964 | "Night Owl"                                         |                |                |                |                |
| 1965 | "I Need You"                                        |                |                |                |                |
| 1965 | "All Over Again"                                    |                |                |                |                |
| 1965 | "I'd Rather Drink Muddy Water"                      |                |                |                |                |
| 1965 | "Blue Shadows" (Kent)                               |                |                |                |                |
| 1965 | "Just a Dream"                                      |                |                |                |                |
| 1965 | "You're Still a Parallelogram" (ABC)                |                |                |                |                |
| 1965 | "Broken Promise" (Kent)                             |                |                |                |                |
| 1966 | "Eyesight to the Blind"                             |                |                |                |                |
| 1966 | "Five Long Years"                                   |                |                |                |                |
| 1966 | "Ain't Nobody's Business"                           |                |                |                |                |
| 1966 | "Don't Answer the Door, Pt. I" (ABC)                | #2             | #72            |                |                |
| 1966 | "I Say in the Mood" (Kent)                          | #45            |                |                |                |
| 1966 | "Waitin' for You" (ABC)                             |                |                |                |                |
| 1967 | "Blues Stay Away" (Kent)                            |                |                |                |                |
| 1967 | "The Jungle"                                        |                |                |                |                |
| 1967 | "Growing Old"                                       |                |                |                |                |
| 1968 | "Blues for Me"                                      |                |                |                |                |
| 1968 | "I Don't Want You Cuttin' Off Your Hair" (Bluesway) |                |                |                |                |
| 1968 | "Shoutin' the Blues" (Kent)                         |                |                |                |                |
| 1968 | "Paying the Cost to Be the Boss" (Bluesway)         | #10            | #39            |                |                |
| 1968 | "I'm Gonna Do What They Do to Me"                   | #26            | #74            |                |                |
| 1968 | "The B. B. Jones"                                   |                | #98            |                |                |
| 1968 | "You Put It on Me"                                  | #25            | #82            |                |                |
| 1968 | "The Woman I Love"                                  | #31            | #94            |                |                |
| 1969 | "Get Myself Somebody"                               |                |                |                |                |
| 1969 | "I Want You So Bad"                                 |                |                |                |                |
| 1969 | "Get Off My Back Woman"                             | #32            | #74            |                |                |
| 1969 | "Why I Sing the Blues"                              | #13            | #61            |                |                |
| 1969 | "Just a Little Love"                                | #15            | #76            |                |                |
| 1969 | "I Want You So Bad"                                 | #34            |                |                |                |
| 1970 | "The Thrill Is Gone"                                | #3             | #15            |                |                |
| 1970 | "So Excited"                                        | #14            | #54            |                |                |
| 1970 | "Hummingbird"                                       | #25            | #48            |                |                |
| 1970 | "Worried Life"                                      | #48            |                |                |                |
| 1970 | "Ask Me No Questions" (ABC)                         | #18            | #40            |                |                |
| 1970 | "Chains and Things"                                 | #6             | #45            |                |                |
| 1971 | "Nobody Loves Me But My Mother"                     |                |                |                |                |
| 1971 | "Help the Poor" (regravação)                        | #36            | #90            |                |                |
| 1971 | "Ghetto Woman"                                      | #18            | #40            |                |                |
| 1971 | "The Evil Child"                                    | #34            | #97            |                |                |
| 1972 | "Sweet Sixteen" (regravação)                        | #37            | #93            |                |                |
| 1972 | "I Got Some Help I Don't Need"                      | #28            | #92            |                |                |
| 1972 | "Ain't Nobody Home"                                 | #28            | #46            |                |                |
| 1972 | "Guess Who"                                         | #21            | #62            |                |                |
| 1973 | "To Know You Is to Love You"                        | #12            | #38            |                |                |
| 1974 | "I Like to Live the Love"                           | #6             | #28            |                |                |
| 1974 | "Who Are You"                                       | #27            | #78            |                |                |
| 1974 | "Philadelphia"                                      | #19            | #64            |                |                |
| 1975 | "My Song"                                           |                |                |                |                |
| 1975 | "Friends"                                           | #34            |                |                |                |
| 1976 | "Let the Good Times Roll"                           | #20            |                |                |                |
| 1977 | "Slow and Easy"                                     | #88            |                |                |                |
| 1978 | "Never Make a Move Too Soon"                        | #19            |                |                |                |
| 1978 | "I Just Can't Leave Your Love Alone"                | #90            |                |                |                |
| 1979 | "Better Not Look Down"                              | #30            |                |                |                |
| 1981 | "There Must Be a Better World Somewhere"            | #91            |                |                |                |
| 1985 | "Into the Night"                                    | #15            |                |                |                |
| 1985 | "Big Boss Man"                                      | #62            |                |                |                |
| 1988 | "When Love Comes to Town" (com U2)                  |                | #68            | #2             | #6             |
| 1992 | "The Blues Come Over Me"                            | #63            |                |                |                |
| 1992 | "Since I Met You Baby"                              |                |                |                | #59            |
| 2000 | "Riding with the King" (com Eric Clapton)           | #26            |                |                |                |

### Álbuns
1. King of the Blues (1960)
2. My Kind of Blues (1960)
3. Live at the Regal (Live, 1965)
4. Lucille (B.B. King álbum)|Lucille (1968)
5. Live and Well (1969)
6. Completely Well (1969)
7. Indianola Mississippi Seeds (1970)
8. B.B. King in London (1971)
9. Live in Cook County Jail (1971)
10. Live in Africa (1974)
11. Lucille Talks Back (1975)
12. Midnight Believer (1978)
13. Live "Now Appearing" at Ole Miss (1980)
14. There Must Be a Better World Somewhere (1981)
15. Love Me Tender (B.B. King álbum)|Love Me Tender (1982)
16. Why I Sing the Blues (1983)
17. B.B. King and Sons Live (B.B. King álbum)|B.B. King and Sons Live (Live, 1990)
18. Live at San Quentin (1991)
19. Live at the Apollo (B.B. King álbum)|Live at the Apollo (Live, 1991)
20. There is Always One More Time (1991)
21. Deuces Wild (álbum)|Deuces Wild (1997)
22. Riding with the King (B.B. King and Eric Clapton álbum)|Riding with the King (2000)
23. Reflections (B.B. King álbum)|Reflections (2003)
24. The Ultimate Collection (B.B. King álbum)|The Ultimate Collection (2005)
25. 80 (album)|B.B. King & Friends: 80 (2005)
26. One Kind Favor (2008)